# Malibu (sång)
"Malibu" är en låt av den amerikanska rockgruppen Hole, utgiven som den andra singeln från albumet Celebrity Skin den 23 november 1998. Låten skrevs av frontfiguren Courtney Love, sologitarristen Eric Erlandson samt Billy Corgan från The Smashing Pumpkins.
Videon till låten regisserades av Paul Hunter.

## Inspelning
Låten spelades in mellan april 1997 och februari 1998 vid Conway Recording Studios och Record Plant West, Los Angeles.

## Låtlista
- Brittisk 7"-singel

1. "Malibu" (Love/Erlandson/Corgan) – 3:53
2. "Drag" (Love/Erlandson/Auf der Maur/Zadorozny) – 4:52

- Brittisk CD-singel

1. "Malibu" – 3:53
2. "Drag" – 4:52
3. "It's All Over Now, Baby Blue" (Bob Dylan) – 3:18